# 香港各界對於反對逃犯條例修訂草案運動的反應
反對《逃犯條例》修訂草案運動在香港發生，並且獲得香港社會各界的反響。

## 政府機關

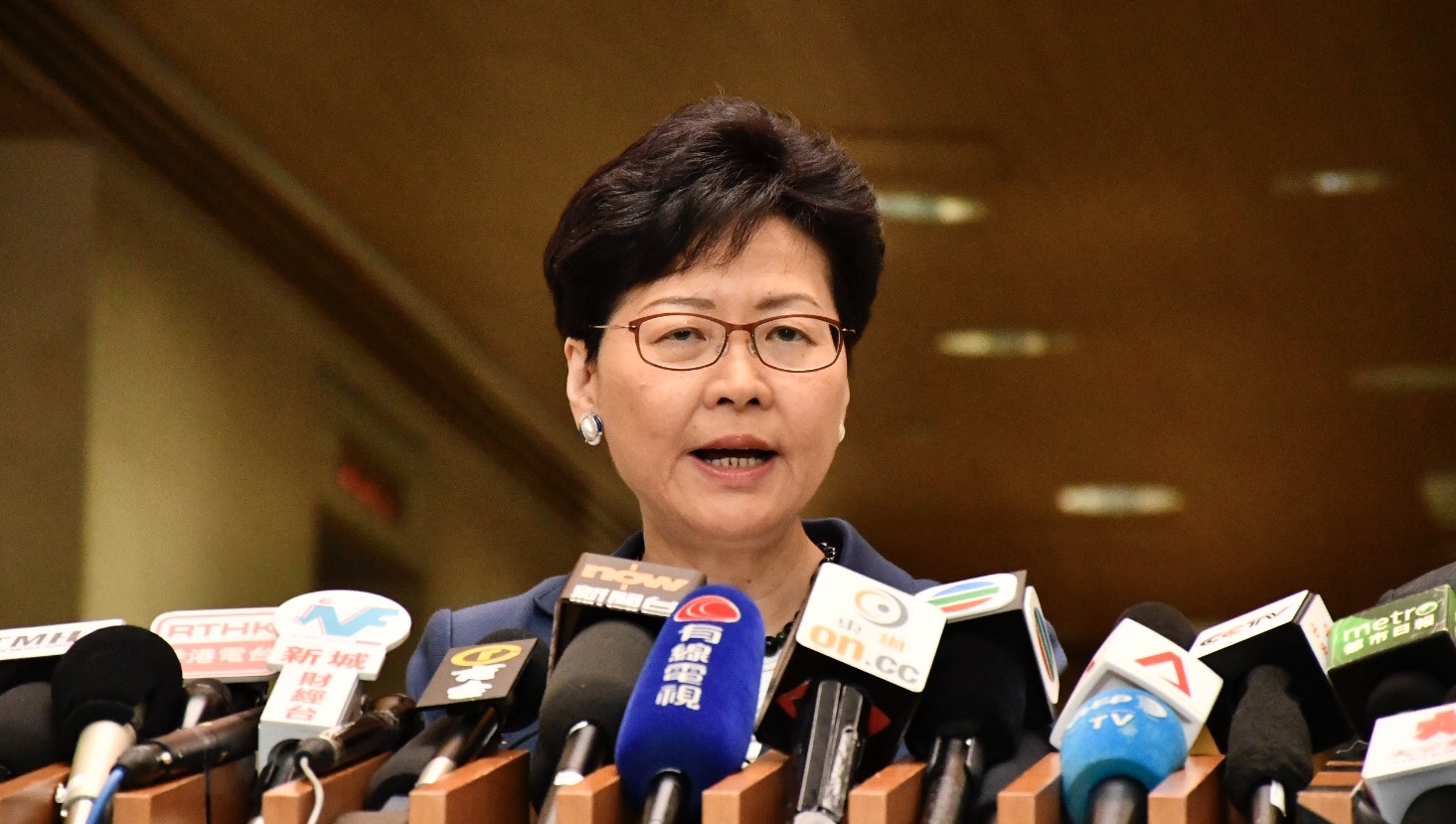
行政長官林鄭月娥曾對修訂《逃犯條例》引起的社會紛爭致歉。

### 行政長官
6月14日，《星島日報》報道，專責港澳事務的中共中央政治局常委、國務院副總理韓正近日南下深圳，並曾與林鄭月娥商討修例事件，林鄭在衡量各種因素後，決定推遲立法進程，暫緩修例，令政府有足夠時間重新諮詢，向公眾作更多解說。林鄭於14日深夜召開全體司局長會議，商討有關決定，並會在15日早上會晤全體建制派議員交代決定及作出解釋，然後即會向公眾作出宣佈。報道同時引述消息人士表示，今次決定是希望有關《逃犯條例》的修訂能夠回歸理性，讓政府有時間聽取民意，但強調並非撤回條例草案，有關堵塞漏洞的工作會繼續進行。6月16日晚上，第四次反對逃犯條例修訂遊行進行期間，香港政府發言人發出行政長官的道歉聲明，表示將暫緩修法，希望香港市民儘速回歸日常生活。暫緩修訂也被認為是習近平自2012年11月出任中國共產黨中央委員會總書記以來最大的政治讓步。
7月9日，林鄭月娥表示修例工作已經「壽終正寢」，同時用英語表示「The bill is dead」（草案已死）。這次運動被視為是1997年香港回歸以來最嚴重的政治危機，曾傳出林鄭月娥幾次提出辭職。7月14日，《金融時報》引述兩名知情者報道，林鄭月娥過去數周，曾在不同場合數度提出請辭，惟遭北京拒絕。其中一名知情者指出林鄭月娥要留任處理她造成的「爛攤子」，而且沒有其他人可以收拾這「爛攤子」，亦相信沒其他人想做這項工作。其後特首辦就報道回應香港電台，指行政長官已公開表明，仍然有熱誠和承擔為香港市民服務。另外，有權威消息人士向香港01記者透露，林鄭並沒有辭職，外間傳聞是不實的。
逃犯條例風波期間，林鄭月娥受訪時被記者問及有否出賣香港，她對此一時梗咽落淚，否認出賣香港，更指丈夫稱她「賣身給香港」。2019年8月，林鄭月娥表示構建溝通平台，找一些社會知名人士商討構建對話平台，例如運輸及房屋局前局長張炳良，立法會前主席曾鈺成、中大前校長沈祖堯、港大微生物學系講座教授袁國勇、灼見名家行政總裁文灼非、新思維主席狄志遠，以及政府工業貿易諮詢委員會成員麥嘉晉等。
《蘋果日報》在2020年2月22日獨家披露特首辦提交中央的抗疫報告，林鄭月娥在報告中將特區政府應對疫情不力歸咎于反對逃犯條例修訂草案運動衝擊了特區政府的管治，此外還向中央政府告狀，抱怨建制派沒有護航，以選舉理由加入批評特區政府行列，更對其作人身攻擊。

### 三司司長
行政長官林鄭月娥、保安局局長李家超、律政司司長鄭若驊曾先後就《逃犯條例》修訂草案引起的社會紛爭致歉。期間，政務司司長張建宗對於數起自殺案表示感到難過。7月26日，張建宗在記者會上就警察在2019年7月元朗襲擊事件的處理手法「與市民期望有落差」，向公眾致歉。香港警察隊員佐級協會事後發表聲明，認為張建宗的道歉言論不負責任，對張建宗給予最嚴厲的譴責。在道歉言論則引發警方反感後，張建宗與多個警察協會會面，以平息警察們的不滿。
財政司司長陳茂波警告衝擊和罷工等抗議活動損害經濟元氣，經濟陷入衰退的風險逐步增大。在遭到示威者佔領後，立法會因復會無期而變相提早休會。

### 香港警方
2019年七一衝突中，示威者由下午1時半開始以雜物撞擊立法會綜合大樓。起初有過百名警員在大樓內戒備。直至8時55分，示威者以鐵枝撬捲閘衝後成功衝入大樓，原先大批防暴警察突然全部離開，任由示威者在大樓內塗鴉。盧偉聰被指設「空城計」引誘示威者進入立法會破壞。盧偉聰否認指控，並指警察撤退是為了安全考慮。7月21日，黑幫成員在元朗襲擊大量市民，身為警務處副處長（行動）的鄧炳強，被指默許鄉黑勢力襲擊大量平民，元朗區議員黃偉賢擔心警黑之間的關係逐漸成為一種默契，元朗治安持續惡化。
香港警方曾因示威者改變策略而疲於應對，在經重組調整部署後，表示能夠掌握局勢。在7月24日，香港五個紀律部隊首長發表聲明譴責暴力事件，支持政府依法有效施政。8月9日，香港政府公佈，香港警方返聘已退休的警務處副處長劉業成獲委任為警務處副處長（特別職務），即日生效，任期半年。劉業成為香港回歸後首次有三名警務處副處長同時在任。他回歸警隊主要協助警務處處長處理大型公眾活動，以及策劃未來多項大型行動，包括國慶70周年相關慶祝活動。

### 監警會
2019年以林鄭月娥為首的香港特區政府強推逃犯條例修訂草案引發香港公眾大規模抗議及展開反對逃犯條例修訂草案運動，在6月12日民眾為阻止條例在立法會二讀而與警方爆發金鐘衝突，警方期間發射大量催淚彈、橡膠子彈及布袋彈驅散示威者，造成過百人受傷，事件受到香港及國際社會極大關注，在6月16日有近200萬人參與反對逃犯條例修訂草案遊行表達成立具法定調查權力的「獨立調查委員會」調查事件的訴求，惟林鄭月娥拒絕成立獨立檢查委員會，而監警會則在建制派主導下稱會主動審視修例引發的事件，在7月1日發生示威者一度佔領立法會的事件後，監警會宣布主動審視6月9日至7月2日的公眾活動，了解警方的執法情況，期望6個月內向行政長官林鄭月娥及警務處交報告。
由於監警會只有審視的職能，並無調查的權力，而且成員均為行政長官委任的親政府建制派人士，調查範圍也僅局限於警隊前線的執法情況，由保安局局長李家超及警務處處長盧偉聰所作的政治決定並非監警會能夠調查，監警會的審視時間線截止於7月2日亦被指迴避7月14日的沙田新城市廣場衝突，在7月21日懷疑有警務人員牽涉的元朗襲擊事件亦不在監警會的審視範圍，所以公眾普遍要求政府仿效南丫島撞船事故後設立的南丫島附近撞船事故調查委員會，就政府推行逃犯條例引發的連串衝突成立具法定調查權力的「獨立調查委員會」。雖然監警會在8月16日稱會考慮廣大審視範圍至7月2日之後，但仍是缺乏法定權力可對警方的行動進行獨立的調查。有監警會前成員指出監警會的公信力不足，終審法院前首席法官李國能也提出須要獨立調查，亦有督察指出有警員涉嫌毆打已被制服的示威者及捲入元朗襲擊，認為獨立調查有助重建警隊的形象，社會輿論亦指林鄭月娥將缺乏調查權力的監警會作為拒絕成立獨立調查委員會的藉口，監警會提交的審視結果亦無法服眾。

### 其他單位
在派出專用列車載運示威者引起《人民日報》不滿和批評後，港鐵對於示威者改採取強硬措施回應，而車站停駛的安排則引起市民不滿。

## 建制派
建制派議員接受林鄭月娥的道歉，認為示威者後續的升級行動影響民生，並支持警方執法。最初多名建制派、行政會議成員提出推遲《逃犯條例》修訂草案的要求，之後也有建制派成員不反對撤回。多名行政會議成員、建制派與民主派代表均認為需要「對話」來解決問題，並暫緩《國歌法》草案恢復二讀。與此同時，而建制派認為中央政府的相關言論符合社會期望。
一些人認為曾蔭權遺留的房屋短缺問題引致許多香港年輕人對政府不滿，是造成2014年「佔領運動」事件的一個主要原因。樓價長期高企也被一些人認為是大批年輕人參與2019年反逃犯條例修訂抗爭的一個深層原因。

## 民主派
民主派議員認為林鄭月娥不願讓步才導致暴力升級，抗議持續與社會不穩，促請其進一步回應市民訴求，而未譴責示威者行為過於暴力。民主派批評中央政府的部分言論是誤判形勢及「扣帽子」。
9月4日傍晚，香港特首林郑月娥宣布正式撤回逃犯条例的修订。民主派认为，在港人过去三个月付出重大生命和流血牺牲后，港府的回应“太迟、太少、太假”。

## 大專院校
在香港科技大學學生會與香港中文大學學生會拒絕與林鄭月娥閉門會晤後，8間大專院校學生會提出兩項對話的條件。

## 工商業界

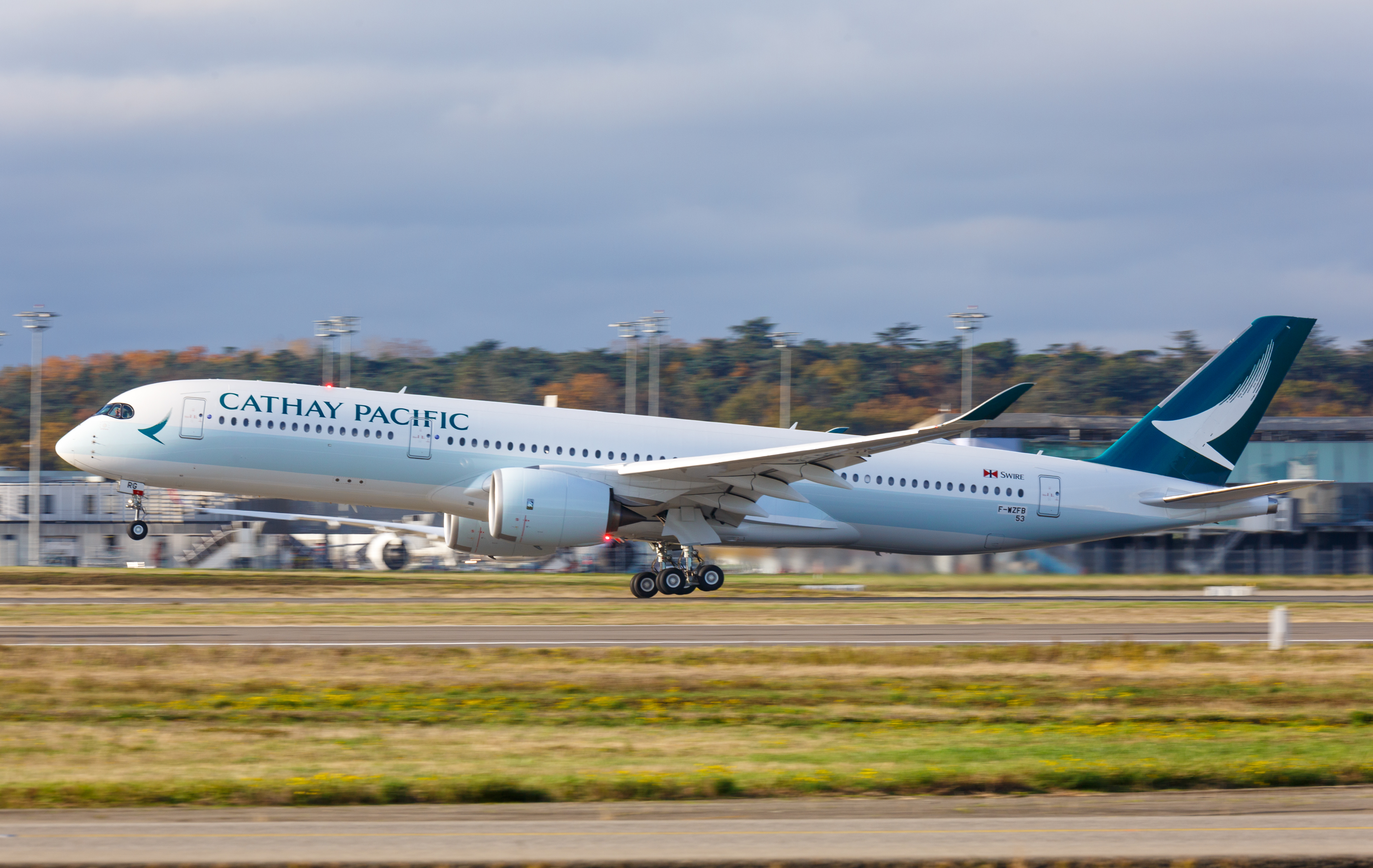
在抗議活動期間，國泰航空處理參與示威的員工引起擔憂。

雖然遊行並未影響到金融體系，一些企業界與商界人士擔憂香港未來發展，以及抗議活動採取越趨激進的策略。香港地產建設商會對暴力的升級做出譴責，寄望盡快回復安寧與法治。香港總商會要求撤回《逃犯條例》修訂草案， 促請政府獨立審視連串事件、查找不斷升級的緣由，以及問責不稱職的官員。隨著抗議活動持續及元朗襲擊事件發生，蘋果公司專門店、多間零售店舖及銀行都因擔憂衝突蔓延，提前結束營業。
7月29日，香港美國商會警告暴力升級將使香港成為「風險較高的地方」，敦促採取行動恢復商業信心。8月9日，中國銀行（香港）刊登廣告，呼籲香港居民「止暴制亂，恢復秩序」。8月13日，國泰航空的母公司太古集團發表聲明，支持林鄭月娥政府和警方。到了8月15日，香港政府則推出191億元紓民措施。商界及建制派認為該措施能夠協助企業及市民，民主黨批評並非有效措施。抗議活動還促使在香港的西方公司啟動員工遠程工作計劃應對。
此外，香港商界菁英紛紛刊發聲明呼籲冷靜。8月16日，香港首富李嘉誠首度就現狀表態，再度引用「黃台之瓜，何堪再摘」詩句，呼籲停止暴力。8月18日，國泰航空重申譴責非法活動和暴力行為，並調查《國泰航空員工致香港人書》一事；其還提醒員工濫用社群媒體可能違反中國民用航空局規定，而處理參與抗議的員工則引發擔憂。8月22日，大型銀行滙豐、渣打集團在香港多家報紙刊登整版廣告，反對暴力行為，呼籲以和平方式解決當前分歧與危機，以維護香港的國際金融中心地位。8月28日，中電集團主席米高·嘉道理刊登整版廣告，形容年輕人為「香港的未來」，稱不能讓年輕一代活在無助及絕望，需要重建社會互信。

## 媒體娛樂

### 新聞媒體
2019年6月及7月反送中運動期間，翡翠台罕有地較少播出額外《特別新聞報道》跟進突發消息，而是透過「藍色bar」畫面右方以文字顯示最新情況及呼籲觀眾可以轉往無綫新聞台收看最新情況。
在6月13日，出席警務處記者招待會的記者特意穿戴頭盔，抗議採訪遭推撞驅趕。2019年「反送中」運動白熱化階段，有香港「愛國團體」發起了「萬人包圍香港電台」運動，抗議其節目偏頗，認為港台節目從選材到嘉賓無不傾向泛民陣營，又稱其「透過納稅人的錢傷害納稅人和香港政府」。香港電台則稱，他們向來都透過不同平台讓公眾表達不同的觀點。

### 影視娛樂
同時期，部分香港演藝界人士選擇保持沉默，支持政府和警方執法或持中立態度，當中以TVB的藝人和工作人員為主；不過亦有為數不少的演藝界人士選擇表態反林鄭政府、反警方濫用暴力或支持爭取五大訴求立場，當中又以ViuTV的藝人和工作人員為主，少數支持抗議活動者被禁止進入中國大陸市場。
- 在7月8日，香港歌手何韻詩曾在聯合國人權理事會上發言，遭到中華人民共和國代表駁斥[87]。
- 2019年7月，時值香港爆發反對逃犯條例修訂草案風波，7月14日沙田新城市廣場內更爆發激烈警民衝突，事後公眾質疑新城市廣場方面是否默許警方入內清場。鄭家生在7月17日晚上路經商場，見到有人群包圍商場服務台，遂上前喝止，並斥責一名示威女子，他指現在的人太離譜，搞到香港大亂，又認為這班人（示威者）是在搞事，應該靜一靜。包圍商場的示威者則向鄭家生喝倒采，並罵他是「茄哩啡」。其後，由在場攝影記者拉開和勸退。[88][89]

- 2019年逃犯條例修訂爭議期間，譚詠麟曾與鍾鎮濤出席撐警集會。儘管譚詠麟在集會上表示“撐正義，不撐政治”，但部分歌迷認為他的做法令人失望，并公開踩爛他的唱片表示抗議[90]。反對修例的歌手黃耀明指「不談政治，政治會找上門」，這種行為屬於「掩耳盜鈴，自欺欺人」。何韻詩指責他當年高調支持北京學運，現如今「不談政治」而不支持學生，是「雙重標準」，「沒有批評我們年輕人」[91]。怒氣未消的網友在Change.org發動聯署，要求禠奪譚詠麟曾憑藉反共電影《假如我是真的》所贏得的第18屆金馬獎最佳獎男主角獎項[92][93]。

《古惑仔》在反對逃犯條例修訂草案運動發生期間，漫畫封面參考事件中記者拍得的照片繪製，包括﹕第2254期 (沙田警民衝突)、2255期 (元朗Where are the Police)、2259期 (葵涌警長舉起霰彈槍)、2261期 (尖沙咀少女右眼中鎗)、2263期 (尖沙咀民眾手持激光筆觀星)及2265期 (陳浩南用手遮住右眼)。7月27日下午2:45–3:45，香港動漫電玩節原定有J2宣傳活動，但由於近日逃犯條例修訂爭議所發生的抵制電視廣播有限公司活動浪潮影響而取消。

## 民間社會

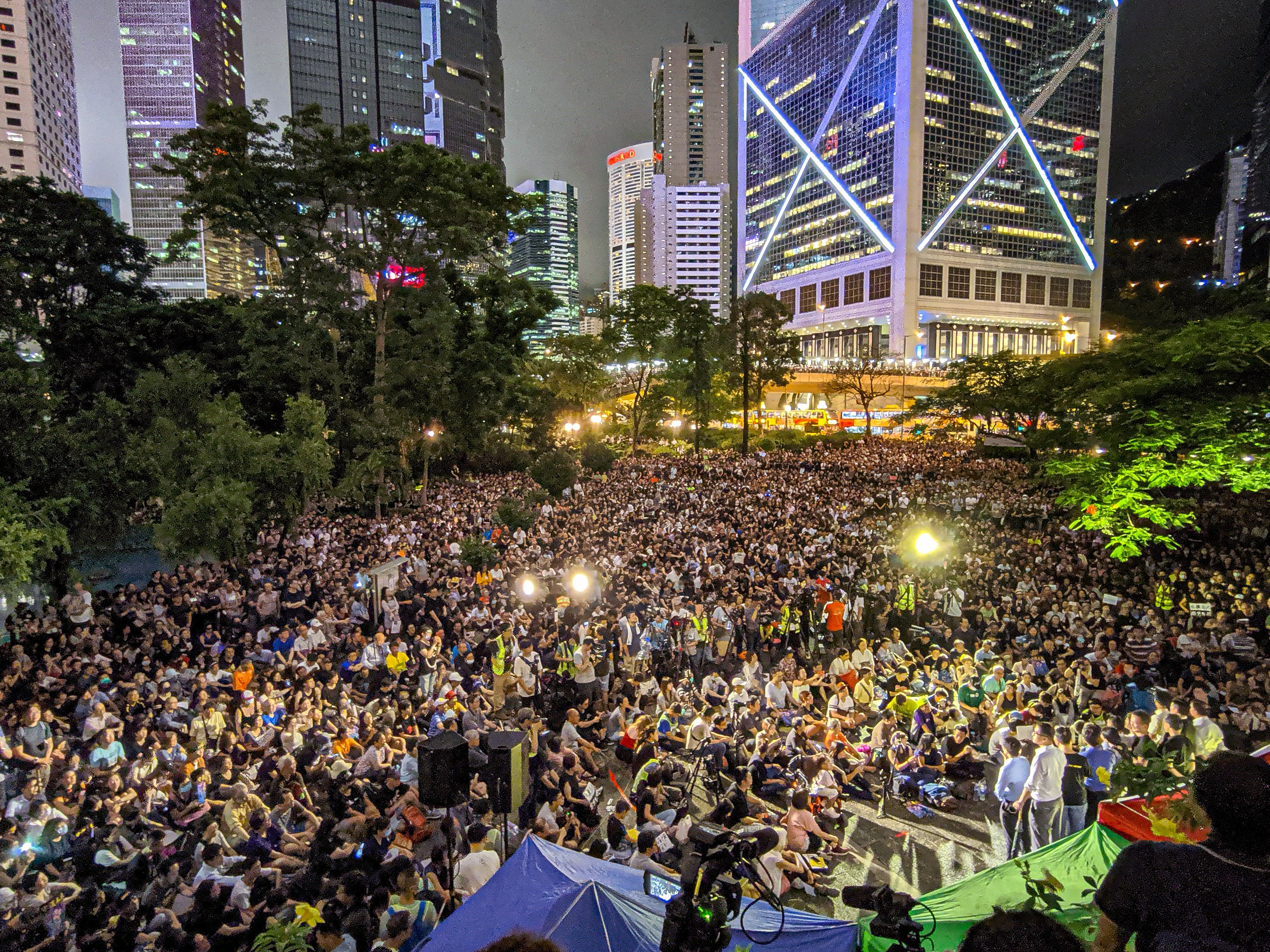
8月2日，數萬名公務員與示威市民參與「公僕仝人，與民同行」集會。

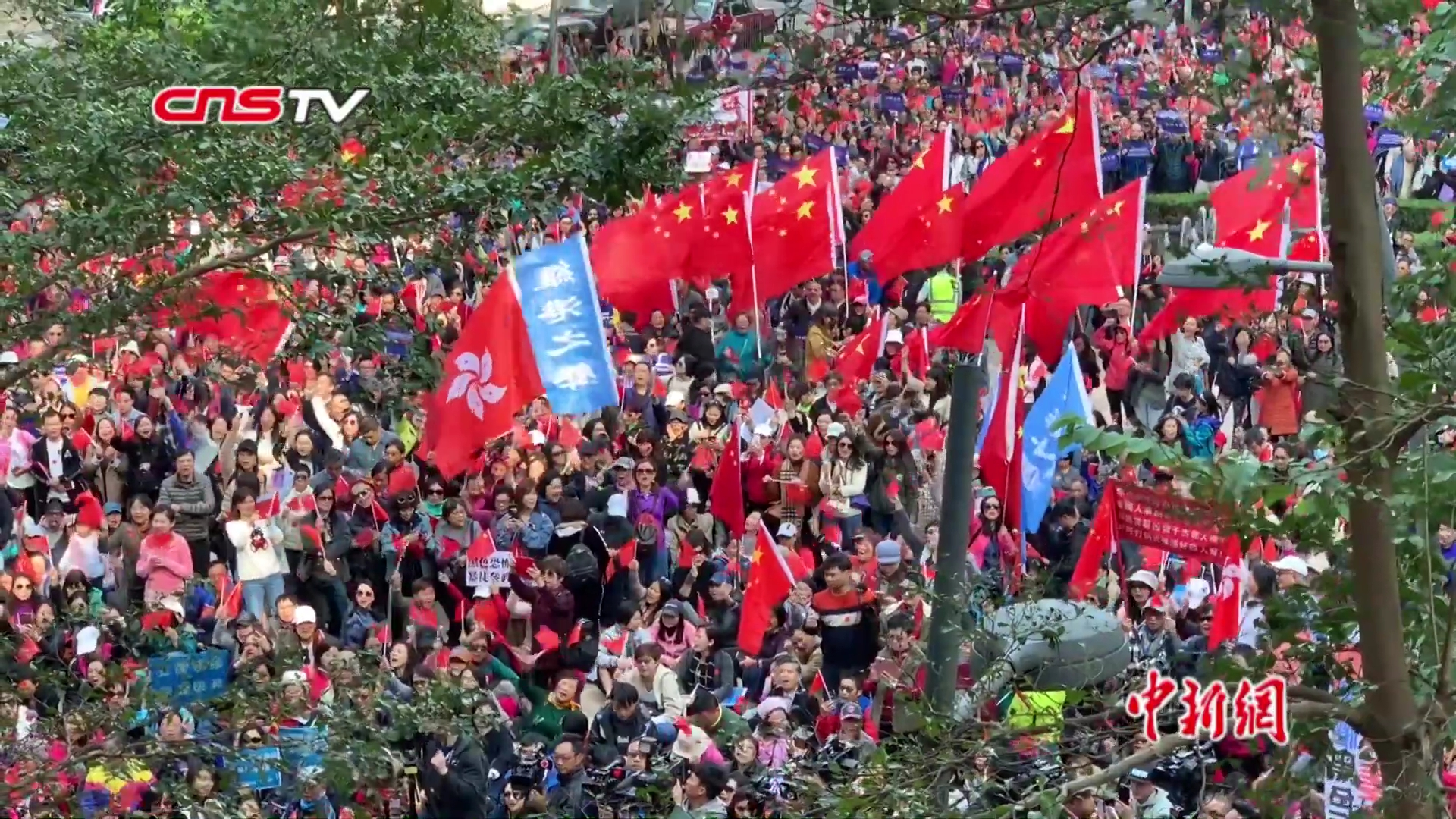
12月7日，有民间爱国团体组织香港市民参加爱国护港大集会。

之後有多名前官員、議員發起「愛護及服務香港的人」聯署，呼籲問責官員向林鄭月娥直言規勸。6月23日，32名前官員、議員向林鄭月娥發連署信，促請成立獨立調查委員會全面調查。香港六大宗教領袖則發表聲明，呼籲接受林鄭月娥的致歉，同時希望社會停止對立。
在6月中旬，多名香港社會工作人員成立「陣地社工」、並各自分工，部分成員在警察和示威者對峙之間斡旋。
前財政司司長曾俊華發表《我們都是香港人》短片，指出香港需要真相與和解，稱「這不是一場戰爭，沒有死敵，只有家人」。

## 輿論調查

### 政府民調
根據香港中文大學在6月的輿論調查，行政長官及三司評分是回歸以來最低。月9日的反對逃犯條例修訂草案遊行，有103萬市民上街抗議林鄭月娥強行通過逃犯條例修訂草案，要求她撤回逃犯條例修訂草案及立刻下台；林鄭月娥在6月15日宣布暫緩條例的二讀，但拒絕撤回，並將反逃犯條例示威定性為暴動，引發在6月16日的「譴責鎮壓，撤回惡法大遊行」更多市民上街抗議，這次遊行有200萬人上街，反對林鄭僅以暫緩而非撤回條例，譴責警方暴力鎮壓，要求撤消暴動定性及釋放被捕示威者，並要求林鄭下台，是次遊行的人數佔整體人口的27%，即每3.7人有1人上街反對她的施政，惟仍拒絕下台。
香港中文大學於2019年6月24日公佈在6月17至20日期間對林鄭月娥及特區政府的民調結果，林鄭月娥的評分為37.5分，不但較上月大跌10.6分，比去年同月份更大跌18分，市民對政府的不滿度高達60.4%，不滿度是1997年7月主權移交以來最高。港大民意研究計劃亦於6月25日公佈在6月17日至20日期間的民意調查結果，林鄭月娥的評分只得32.8分，比前特首梁振英在2016年12月民調評分最低紀錄還要低2.2分，更跌破歷任特首的民望最低點，如與上月的結果比較急跌10.5分；林鄭月娥的支持率只有23%，反對率高達67%，支持度是負44%，大專或以上學歷的受訪者高達75%反對林鄭當特首，民意調查反映林鄭月娥的民望比三位前特首董建華、曾蔭權及梁振英的最低點時更低；而市民對特區政府的信任淨值為負32%，較5月下旬大跌18%；至於市民對林鄭政府管治下的政治狀況滿意度淨值更達負74%，是民意調查計劃自1992年進行相關調查以來最低。香港大學民意研究計劃6月25日發表的民意調查，林鄭月娥評分較上次評分急跌10.5分至32.8分，支持率為23%，反對率則為67%，評分是歷任特首中最低。
香港民意研究計劃（前身為香港大學民意研究計劃）在2019年7月16日公布最新的特首及問責官員的民望評分，是香港民意研究所創立後首次公布民調結果。香港民研於7月2日至8日以電話隨機訪問1,025人，特首林鄭月娥的評分較上月底的調查上升0.5分，民望評分為33.4分，仍為史上最低民望特首。律政司司長鄭若驊的民望評分再創新低，民望評分為21.6分，較上月大跌7.9分，反對率高遠68%，被評為「表現拙劣」，是官員評分中歷來最低。
香港中文大學亞太研究所在2019年8月5日最新公佈的一份對特區政府及官員民調，顯示7月份市民對特區政府不滿意率高達63%，普通和滿意分別只有21%和15.3%，不滿意率較上月的歷史最高位上升2.6個百分點，再創史上不滿意度新高。此外，特首林鄭月娥表現評分，也從上月的37.5分跌至新低位32.9分，三名司長的評分也同樣創歷史新低。
香港民意研究計劃在2019年8月13日公佈民意調查，於8月1至6日期間，訪問逾1000名香港居民，特首林鄭月娥的最新評分錄得新低27.9分，較上月調查下跌2.2分，成績為歷任特首中最低。此外，林鄭月娥的支持率淨值同樣下跌，由上月的負49個百分點進一步下跌，跌至負51個百分點。
香港民意研究計劃於2019年8月27日公佈在8月15日至20日期間訪問1,023名市民的民意調查結果，林鄭月娥的民望評分跌破新低只有24.6分，較8月初下跌3.3分；支持林鄭出任特首的比率下跌至17%，反對的比率卻高達76%，支持率淨值較月初下跌8%，林鄭出任特首的支持度為負59%，打破自己在月初創下的新低。市民對特區政府的滿意率僅為14%，不滿率達77%，滿意率淨值為負63%，創1997年有記錄以來新低；而對特區政府的信任比率為27%、不信任比率為64%，信任淨值為負37%，也是自1992年有記錄以來新低；市民對中央政府的信任淨值是負40%，是1994年以來新低；而市民對一國兩制的信心淨值為負28%，是1993年有紀錄以來最低。香港理工大學應用社會科學系助理教授鍾劍華指結果反映林鄭的民望是「低處未算低」，又指林鄭月娥在今天（8月27日）的記者會上的發言仍在「火上加油」及「挑動社會矛盾」，形容林鄭已完全失去當權者的風範。

### 議員民調
反修例運動令新登記選民創回歸以來的新高，有學者指這成為建制派在2019年區議會選舉的危機。此外，也有民调机构，比如香港民意研究所旗下的香港民意研究計劃顯示，多名建制派議員支持度明顯下跌，其中葉劉淑儀在3月的評分為48.3分，她在是次調查大跌15.2分。而民主派的支持度明顯增加，如立法會議員楊岳橋以57.4分高據榜首和較之前調查上升8分。

### 政黨民調
香港民意研究所旗下的香港民意研究計劃顯示，反修例運動令民主派政黨的支持度明顯增加，民陣，香港眾志及人民力量的評分皆是其上榜以來新高，而多名建制派政黨支持度明顯下跌，如自由黨，新民黨，工聯會及民建聯的評分是歷來新低。

### 訴求支持
根據《明報》在6月17日至6月20日的輿論調查，逾70%受訪者認為應撤回《逃犯條例》修訂草案、收回「暴動」定性、調查警方武力使用。香港民意研究所在7月下旬進行的輿論調查，有79%的受訪市民支持設立獨立調查委員會。警方對抗議者過度使用武力的問題也成為輿論焦點，並引發民眾憤怒。示威者指責警方濫權，民間人權陣線更形容是實施「中國式鎮壓」；而政府及警察形容示威者是「暴徒」，李家超便表示在場警員的性命曾受到威脅。根據《明報》在8月7日至8月13日的輿論調查，67.7%受訪者認為警方過分使用武力，39.5%受訪者認為示威者使用過分武力，而同意抗爭要堅持「非暴力」原則者大幅下跌至71.6%。